# Emil Berger
Emil Berger, född 23 maj 1991, är en svensk fotbollsspelare (mittfältare) som spelar för IF Karlstad. Han är son till före detta fotbollsspelaren Henrik Berger och sonson till Göran Berger.

## Karriär
År 2008 spelade Berger i Väsby United som han var utlånad till från AIK. Men den unga talangen trivdes inte i Stockholm och han återvände till Degerfors IF inför säsongen 2009.
Säsongen 2010 var Emil Berger utlånad till Carlstad United, vid säsongens slut gick han till Örebro SK enligt Bosmandomen. Berger startade säsongen i Degerfors IF i Superettan där han var ordinarie, men efter att ha skrivit på för ÖSK petades han ur truppen. Enligt Degerfors IF var klubben och Berger överens om en kontraktsförlängning som dock aldrig skrevs under. Degerfors IF var också upprörda över att ÖSK varit i kontakt med Berger för tidigt, spelare med utgående kontrakt får förhandla med andra klubbar först när sex månader av kontraktet återstår. Svenska Fotbollförbundets disciplinnämnd beslutade att ÖSK skulle ålägga en straffavgift om 25.000:- för att ha varit i kontakt med Berger för tidigt. Den 1 november tog affären en ny vändning då Berger valde att anmäla Degerfors IF för kontraktsbrott.
Den 31 mars 2014 skrev Berger på för norska Kongsvinger IL. I juli 2014 bröt han sitt kontrakt med Kongsvinger och flyttade hem till Sverige. I augusti 2014 skrev Berger på för BK Forward. I januari 2018 värvades han av Rynninge IK. I februari 2019 skrev Berger på för Dalkurd FF.
I februari 2021 värvades Berger av isländska Leiknir Reykjavík. I februari 2023 skrev han på ett ettårskontrakt med färöiska HB Tórshavn. I december 2023 återvände Berger till Sverige och skrev på ett tvåårskontrakt med Ettan Norra-klubben IF Karlstad.